# Argas brumpti
Argas brumpti är en fästingart som beskrevs av Neumann 1907. Argas brumpti ingår i släktet Argas och familjen mjuka fästingar.
Artens utbredningsområde är Kamerun. Inga underarter finns listade i Catalogue of Life.